# Prenzlauer Tor

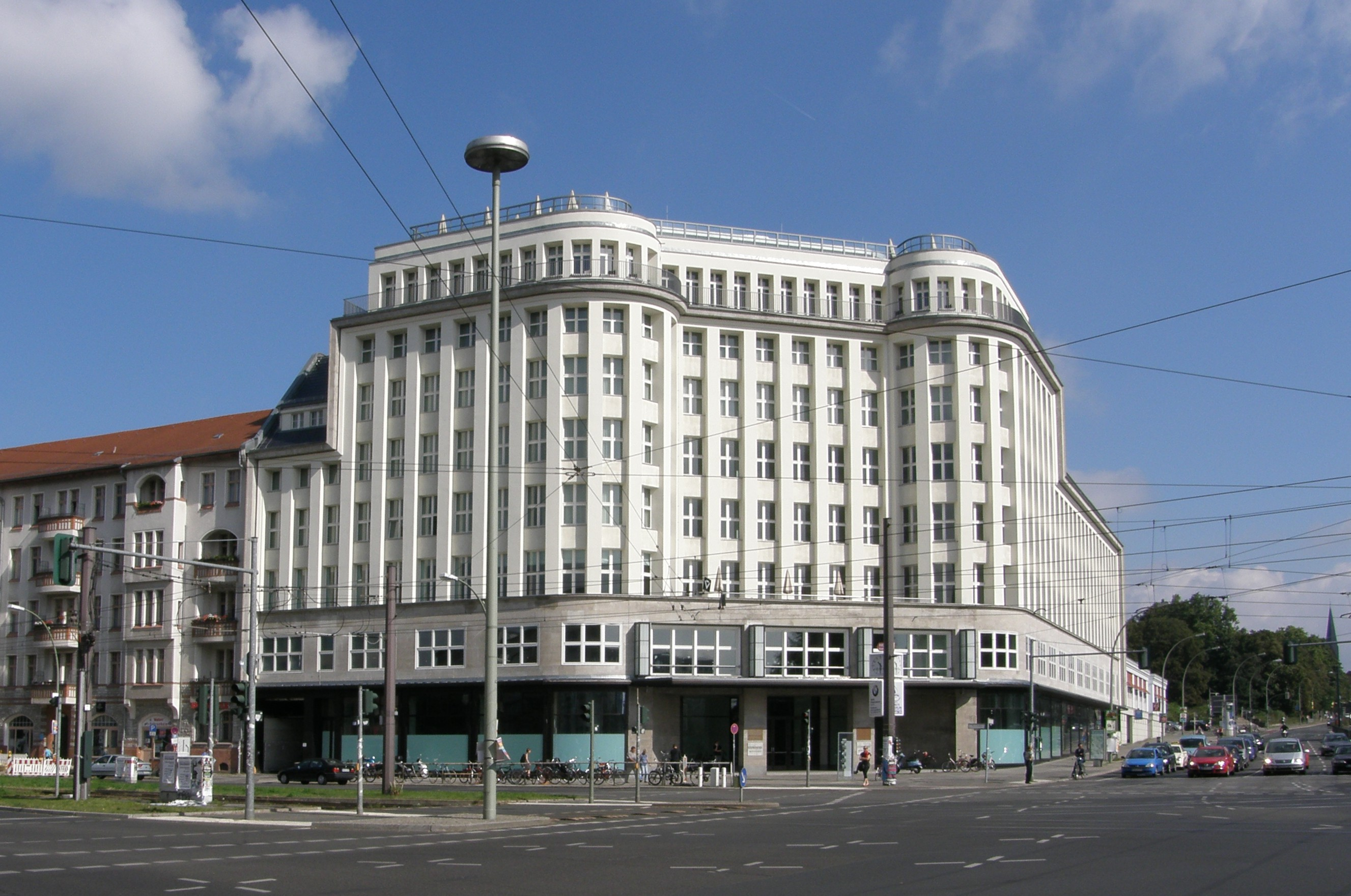
An der nördlichen Ecke zwischen Torstraße und Prenzlauer Allee steht das Soho House Berlin

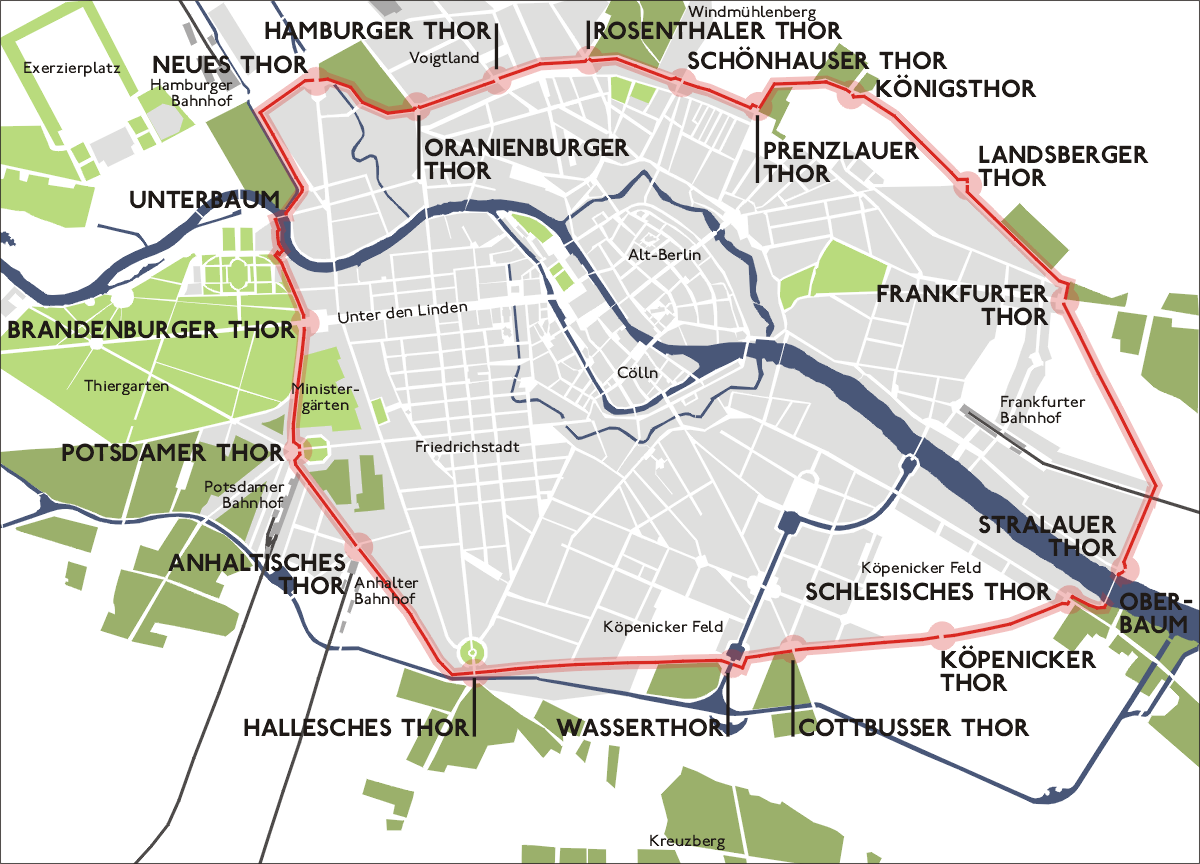
Die Tore der Akzisemauer um 1855

Als Prenzlauer Tor wird in Berlin die Kreuzung aus Torstraße/Mollstraße und Karl-Liebknecht-Straße/Prenzlauer Allee an der Grenze zwischen den Bezirken Mitte und Pankow bezeichnet. Der frühere Standort eines Stadttores Richtung Prenzlau in der historischen Berliner Zollmauer ist keine amtliche Widmung des Platzes, aber allgemein gebräuchlich und verständlich.

## Lage
Das ehemalige Stadttor Prenzlauer Tor war Teil der Berliner Zollmauer und stand an der heutigen Torstraße Ecke Prenzlauer Allee. Von dort führte eine Landstraße in Richtung Prenzlau.
Das in östlicher Richtung gelegene Nachbartor, das Königstor, war entlang der Zollmauer über den Verbindungsweg, der als „Prenzlauer Berg“ bezeichnet wurde, zu erreichen. Tatsächlich liegt das Prenzlauer Tor südlich eines Hügels, der früher als Mühlenstandort diente. Westlich des Prenzlauer Tors stand an der heutigen Kreuzung von Schönhauser Allee und Torstraße das Schönhauser Tor.

## Geschichte

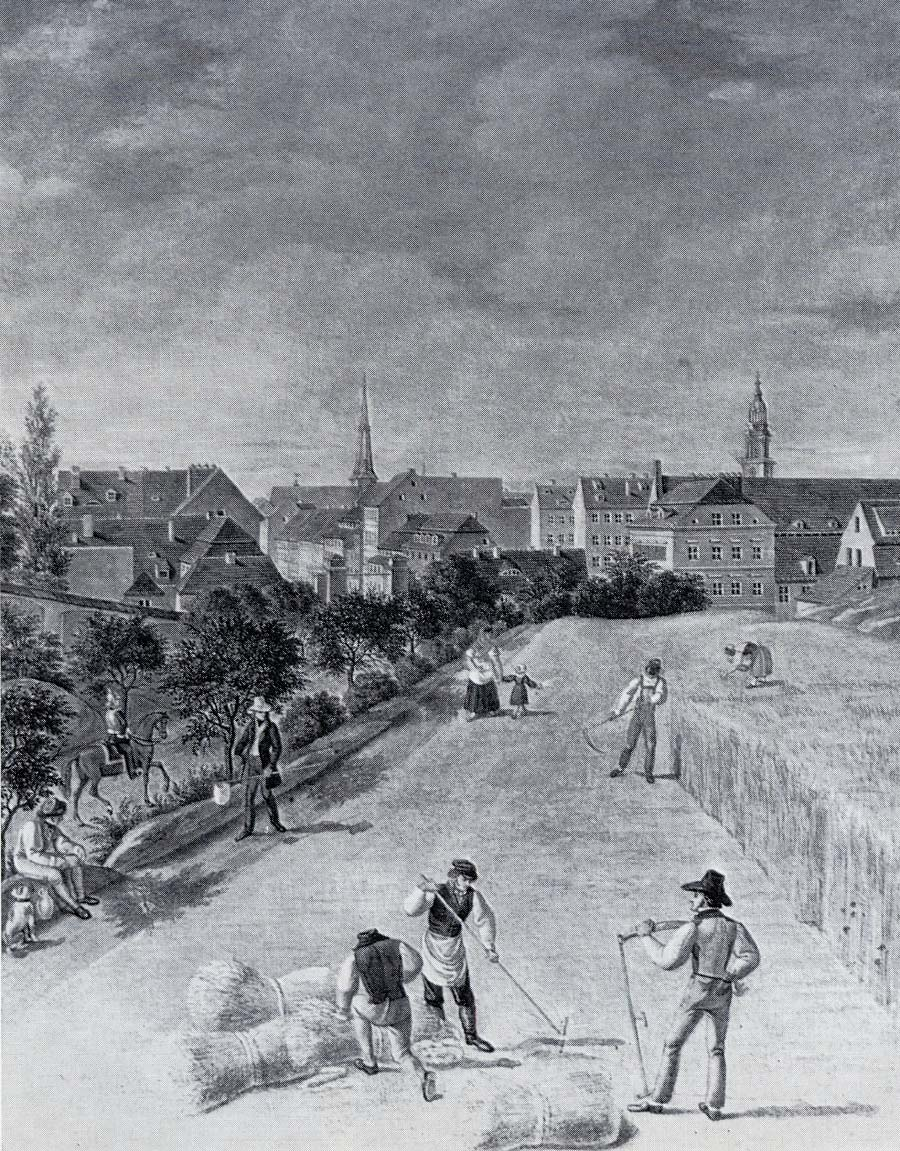
Gegend vor dem Prenzlauer Tor um 1847, von Heinrich Olivier

Nach der Schleifung der Festung Berlin mit ihrer mittelalterlichen Stadtmauer, die einer weiteren Ausdehnung der Stadt im Wege stand, ließ Friedrich Wilhelm I. (König in Preußen, auch Soldatenkönig genannt) in den Jahren 1734–1737 eine Zoll- und Akzisemauer mit insgesamt 18 Toren errichten. Dort war für die nach Berlin eingeführten Waren eine Akzise zu entrichten. Am Ende der damaligen Prenzlauer Straße (heute: Karl-Liebknecht-Straße) befand sich das Prenzlauer Tor. Ab 1750 war es – neben dem Rosenthaler und dem Halleschen Tor – eines der drei Berliner Tore, durch das Juden die Stadt verlassen oder betreten durften und hieß daher früher auch „Judentor“.
Der weiter expandierenden Stadt wurde die Zoll- und Akzisemauer mit der Zeit immer mehr zum Hindernis. Sie wurde daher zwischen 1866 und 1869 mitsamt dem Prenzlauer Tor abgerissen. Als einzige blieben das Brandenburger Tor und das Neue Tor (zwischen Friedrich-Wilhelm-Stadt und Oranienburger Vorstadt) stehen, wobei letzteres im Zweiten Weltkrieg zerstört wurde.
Mit der Bildung von Groß-Berlin im Jahr 1920 und der damit verbundenen Eingemeindung der umliegenden Städte und Gemeinden wurde der Bezirk IV zunächst als Prenzlauer Tor bezeichnet, 1921 aber in Prenzlauer Berg umbenannt.